# 兰木乡
兰木乡，是中华人民共和国广西壮族自治区河池市东兰县下辖的一个乡镇级行政单位。

## 行政区划
兰木乡下辖以下地区：
定桃村、纳核村、同仕村、仁里村、王里村、弄台村、弄占村、弄辉村、央佑村、弄中村和可隆村。